# Quirinale-palota
A Quirinale-palota (olaszul: Palazzo del Quirinale, röviden Quirinale) Rómában található, az Olasz Köztársaság elnökének székhelye, az olasz állam egyik fontos jelképe, a politikai közbeszédben az olasz köztársasági elnök szinonimája.
A palota elnevezése a Quirinalis dombról − az ókori Róma hét dombjának egyikéről − ered, ide építtette XIII. Gergely pápa 1583-ban a nyári rezidenciának szánt épületet. Az építkezéssel Domenico Fontanát bízták meg. A nagyszabású palotában Carlo Maderno által épített kápolna is található. Az épület mögötti kertet a 18. században alakították ki.
A Pápai államban a palota két alkalommal volt helyszíne a pápaválasztó Konklávénak. 1871-ben, amikor Róma az Olasz Királyság fővárosa lett, a palota az olasz királyok székhelye lett. 1946 óta az Olasz Köztársaság elnökének rezidenciája.